# Malthinus aspoecki
Malthinus aspoecki es una especie de coleóptero de la familia Cantharidae.

## Distribución geográfica
Habita en Sierra Nevada (España).